# Hertha Berliner Sport-Club 2020-2021
Questa voce raccoglie le informazioni riguardanti l'Hertha Berliner Sport-Club nelle competizioni ufficiali della stagione 2020-2021. 

## Stagione
Nella stagione 2020-2021 l'Hertha Berlino, allenato da Bruno Labbadia e Pál Dárdai, concluse il campionato di Bundesliga al 14º posto. In Coppa di Germania l'Hertha Berlino fu eliminato al primo turno dall'Eintracht Braunschweig.

## Rosa
| N. |                        | Ruolo | Calciatore             |
| -- | ---------------------- | ----- | ---------------------- |
| 1  | Germania (bandiera)    | P     | Alexander Schwolow     |
| 2  | Slovacchia (bandiera)  | D     | Peter Pekarík          |
| 5  | Germania (bandiera)    | D     | Niklas Stark           |
| 6  | Rep. Ceca (bandiera)   | C     | Vladimír Darida        |
| 7  | Australia (bandiera)   | A     | Mathew Leckie          |
| 8  | Francia (bandiera)     | C     | Mattéo Guendouzi       |
| 9  | Polonia (bandiera)     | A     | Krzysztof Piątek       |
| 10 | Brasile (bandiera)     | A     | Matheus Cunha          |
| 11 | Belgio (bandiera)      | A     | Dodi Lukébakio         |
| 12 | Germania (bandiera)    | P     | Nils Körber            |
| 13 | Germania (bandiera)    | D     | Lukas Klünter          |
| 14 | Paraguay (bandiera)    | D     | Omar Alderete          |
| 15 | Colombia (bandiera)    | A     | Jhon Córdoba           |
| 16 | Paesi Bassi (bandiera) | A     | Javairô Dilrosun       |
| 17 | Germania (bandiera)    | D     | Maximilian Mittelstädt |
| 18 | Argentina (bandiera)   | C     | Santiago Ascacíbar     |
| 20 | Belgio (bandiera)      | D     | Dedryck Boyata         |
| 21 | Germania (bandiera)    | D     | Marvin Plattenhardt    |

| N. |                        | Ruolo | Calciatore         |
| -- | ---------------------- | ----- | ------------------ |
| 22 | Norvegia (bandiera)    | P     | Rune Jarstein      |
| 23 | Germania (bandiera)    | C     | Eduard Löwen       |
| 24 | Serbia (bandiera)      | A     | Nemanja Radonjić   |
| 25 | Germania (bandiera)    | D     | Jordan Torunarigha |
| 27 | Germania (bandiera)    | A     | Jessic Ngankam     |
| 28 | Germania (bandiera)    | C     | Sami Khedira       |
| 29 | Francia (bandiera)     | C     | Lucas Tousart      |
| 31 | Germania (bandiera)    | D     | Márton Dárdai      |
| 32 | Germania (bandiera)    | D     | Luca Netz          |
| 33 | Suriname (bandiera)    | A     | Daishawn Redan     |
| 35 | Germania (bandiera)    | A     | Marten Winkler     |
| 36 | Svizzera (bandiera)    | A     | Ruwen Werthmüller  |
| 37 | Polonia (bandiera)     | P     | Marcel Lotka       |
| 38 | Germania (bandiera)    | P     | Florian Palmowski  |
| 39 | Germania (bandiera)    | C     | Julian Albrecht    |
| 40 | Germania (bandiera)    | C     | Jonas Michelbrink  |
| 41 | Germania (bandiera)    | C     | Jonas Dirkner      |
| 42 | Paesi Bassi (bandiera) | D     | Deyovaisio Zeefuik |

## Organigramma societario
Area tecnica
- Preparatori atletici:
- Allenatore in seconda: Admir Hamzagić, Ilja Hofstädt, Andreas Neuendorf
- Preparatore dei portieri:
- Analisi video: Etienne Dzwonkowsky, Dominik Wohlert
- Allenatore: Pál Dárdai

## Calciomercato

### Sessione estiva
| Acquisti | Acquisti           | Acquisti           | Acquisti |
| R.       | Nome               | da                 | Modalità |
| -------- | ------------------ | ------------------ | -------- |
| D        | Omar Alderete      | Basilea            |          |
| C        | Mattéo Guendouzi   | Arsenal            |          |
| C        | Eduard Löwen       | Augusta            |          |
| A        | Jhon Córdoba       | Colonia            |          |
| D        | Deyovaisio Zeefuik | Groningen          |          |
| P        | Alexander Schwolow | Friburgo           |          |
| C        | Ondrej Duda        | Norwich City       |          |
| P        | Nils Körber        | Osnabrück          |          |
| P        | Florian Palmowski  | Hertha Berlino U19 |          |
| A        | Daishawn Redan     | Groningen          |          |
| C        | Lucas Tousart      | Olympique Lione    |          |

| Cessioni | Cessioni             | Cessioni          | Cessioni |
| R.       | Nome                 | a                 | Modalità |
| -------- | -------------------- | ----------------- | -------- |
| C        | Arne Maier           | Arminia Bielefeld |          |
| D        | Karim Rekik          | Siviglia          |          |
| C        | Ondrej Duda          | Colonia           |          |
| A        | Muhammed Kiprit      | Uerdingen 05      |          |
| C        | Lazar Samardžić      | RB Lipsia         |          |
| A        | Pascal Köpke         | Norimberga        |          |
| P        | Dennis Smarsch       | St. Pauli         |          |
| A        | Salomon Kalou        | Botafogo          |          |
| D        | Florian Baak         | Hertha Berlino II |          |
| C        | Marko Grujić         | Liverpool         |          |
| C        | Per Ciljan Skjelbred | Rosenborg         |          |
| C        | Marius Wolf          | Borussia Dortmund |          |

### Sessione invernale
| Acquisti | Acquisti         | Acquisti            | Acquisti |
| R.       | Nome             | da                  | Modalità |
| -------- | ---------------- | ------------------- | -------- |
| C        | Sami Khedira     | Juventus            |          |
| A        | Nemanja Radonjić | Olympique Marsiglia |          |

| Cessioni | Cessioni     | Cessioni    | Cessioni |
| R.       | Nome         | a           | Modalità |
| -------- | ------------ | ----------- | -------- |
| A        | Palkó Dárdai | Fehérvár    |          |
| D        | Omar Rekik   | Arsenal U23 |          |

## Risultati

### Bundesliga

#### Girone di andata
| Arbitro: | Stegemann |

|           |           |                                                 |
| Selke 69’ | Marcatori | 42’ Pekarík 45’ Lukébakio 62’ Cunha 90’ Córdoba |

| Arbitro: | Dankert |

|                        |           |                                    |
| Hinteregger 77’ (aut.) | Marcatori | 30’ (rig.) Silva 37’ Dost 71’ Rode |

| Arbitro: | Cortus |

|                                       |           |                                   |
| Lewandowski 40’, 51’, 85’, 90’ (rig.) | Marcatori | 59’ Córdoba 71’ Cunha 88’ Ngankam |

| Arbitro: | Osmers |

|  |           |                     |
|  | Marcatori | 9’ Kempf 68’ Castro |

| Arbitro: | Stieler |

|                                   |           |            |
| Upamecano 11’ Sabitzer 77’ (rig.) | Marcatori | 8’ Córdoba |

| Arbitro: | Petersen |

|          |           |          |
| Cunha 6’ | Marcatori | 20’ Baku |

| Arbitro: | Willenborg |

|  |           |                                           |
|  | Marcatori | 44’ (rig.) Cunha 52’ Lukébakio 85’ Piątek |

| Arbitro: | Dankert |

|                       |           |                                          |
| Cunha 33’, 79’ (rig.) | Marcatori | 47’, 49’, 62’, 79’ Haaland 70’ Guerreiro |

| Leverkusen 29 novembre 2020, ore 15:30 CET 9ª giornata | Bayer Leverkusen | 0 – 0 referto | Hertha Berlino | BayArena (0 spett.)\| Arbitro: \| Schlager \| |
| Arbitro:                                               | Schlager         |               |                |                                               |

| Arbitro: | Brych |

|                             |           |             |
| Pekarík 51’ Piątek 74’, 77’ | Marcatori | 20’ Awoniyi |

| Arbitro: | Hartmann |

|            |           |               |
| Embolo 70’ | Marcatori | 47’ Guendouzi |

| Berlino 15 dicembre 2020, ore 20:30 CET 12ª giornata | Hertha Berlino | 0 – 0 referto | Magonza | Stadio Olimpico (0 spett.)\| Arbitro: \| Jöllenbeck \| |
| Arbitro:                                             | Jöllenbeck     |               |         |                                                        |

| Arbitro: | Reichel |

|                                                      |           |               |
| Grifo 7’ Demirović 59’ Gulde 67’ Petersen 90’ (rig.) | Marcatori | 52’ Lukébakio |

| Arbitro: | Jablonski |

|                                      |           |  |
| Guendouzi 36’ Córdoba 52’ Piątek 80’ | Marcatori |  |

| Arbitro: | Winkmann |

|          |           |  |
| Yabo 64’ | Marcatori |  |

| Colonia 16 gennaio 2021, ore 15:30 CET 16ª giornata | Colonia    | 0 – 0 referto | Hertha Berlino | RheinEnergieStadion (0 spett.)\| Arbitro: \| Willenborg \| |
| Arbitro:                                            | Willenborg |               |                |                                                            |

| Arbitro: | Osmers |

|  |           |                            |
|  | Marcatori | 33’ Rudy 68’, 88’ Kramarić |

#### Girone di ritorno
| Arbitro: | Schlager |

|             |           |                                                         |
| Córdoba 45’ | Marcatori | 10’ (rig.) Selke 29’ Toprak 57’ Bittencourt 77’ Sargent |

| Arbitro: | Badstübner |

|                                       |           |            |
| Silva 67’, 90’ (rig.) Hinteregger 85’ | Marcatori | 66’ Piątek |

| Arbitro: | Schröder |

|  |           |           |
|  | Marcatori | 21’ Coman |

| Arbitro: | Osmers |

|               |           |          |
| Kalajdžić 45’ | Marcatori | 82’ Netz |

| Arbitro: | Jablonski |

|  |           |                                    |
|  | Marcatori | 28’ Sabitzer 71’ Mukiele 84’ Orbán |

| Arbitro: | Dankert |

|                                |           |  |
| Klünter 37’ (aut.) Lacroix 89’ | Marcatori |  |

| Arbitro: | Badstübner |

|                                 |           |          |
| Piątek 62’ Lukébakio 89’ (rig.) | Marcatori | 2’ Bénes |

| Arbitro: | Petersen |

|                        |           |  |
| Brandt 54’ Moukoko 90’ | Marcatori |  |

| Arbitro: | Brych |

|                                  |           |  |
| Zeefuik 4’ Cunha 26’ Córdoba 33’ | Marcatori |  |

| Arbitro: | Stegemann |

|             |           |                      |
| Andrich 10’ | Marcatori | 35’ (rig.) Lukébakio |

| Arbitro: | Ittrich |

|                           |           |                            |
| Ascacíbar 23’ Córdoba 49’ | Marcatori | 27’ Pléa 38’ (rig.) Stindl |

| Arbitro: | Stegemann |

|           |           |             |
| Mwene 40’ | Marcatori | 36’ Tousart |

| Arbitro: | Cortus |

|                                     |           |  |
| Piątek 13’ Pekarík 22’ Radonjić 85’ | Marcatori |  |

| Arbitro: | Schmidt |

|          |           |                        |
| Harit 6’ | Marcatori | 19’ Boyata 73’ Ngankam |

| Berlino 9 maggio 2021, ore 18:00 CEST 32ª giornata | Hertha Berlino | 0 – 0 referto | Arminia Bielefeld | Stadio Olimpico (0 spett.)\| Arbitro: \| Dankert \| |
| Arbitro:                                           | Dankert        |               |                   |                                                     |

| Berlino 15 maggio 2021, ore 15:30 CEST 33ª giornata | Hertha Berlino | 0 – 0 referto | Colonia | Stadio Olimpico (0 spett.)\| Arbitro: \| Aytekin \| |
| Arbitro:                                            | Aytekin        |               |         |                                                     |

| Arbitro: | Willenborg |

|                          |           |            |
| Adamyan 49’ Kramarić 90’ | Marcatori | 43’ Darida |

### Coppa di Germania
| Arbitro: | Stieler |

|                                                              |           |                                          |
| Kobylański 2’, 44’, 67’ Mittelstädt 17’ (aut.) Abdullahi 73’ | Marcatori | 23’, 83’ Lukébakio 29’ Cunha 65’ Pekarík |

## Statistiche

### Statistiche di squadra
| Competizione      | Punti | In casa | In casa | In casa | In casa | In casa | In casa | In trasferta | In trasferta | In trasferta | In trasferta | In trasferta | In trasferta | Totale | Totale | Totale | Totale | Totale | Totale | DR  |
| Competizione      | Punti | G       | V       | N       | P       | Gf      | Gs      | G            | V            | N            | P            | Gf           | Gs           | G      | V      | N      | P      | Gf     | Gs     | DR  |
| ----------------- | ----- | ------- | ------- | ------- | ------- | ------- | ------- | ------------ | ------------ | ------------ | ------------ | ------------ | ------------ | ------ | ------ | ------ | ------ | ------ | ------ | --- |
| Bundesliga        | 35    | 17      | 5       | 5       | 7       | 21      | 26      | 17           | 3            | 6            | 8            | 20           | 26           | 34     | 8      | 11     | 15     | 41     | 52     | -11 |
| Coppa di Germania | -     | 0       | 0       | 0       | 0       | 0       | 0       | 1            | 0            | 0            | 1            | 4            | 5            | 1      | 0      | 0      | 1      | 4      | 5      | -1  |
| Totale            | 35    | 17      | 5       | 5       | 7       | 21      | 26      | 18           | 3            | 6            | 9            | 24           | 31           | 35     | 8      | 11     | 16     | 45     | 57     | -12 |

### Andamento in campionato
| Giornata  | 1 | 2 | 3  | 4  | 5  | 6  | 7  | 8  | 9  | 10 | 11 | 12 | 13 | 14 | 15 | 16 | 17 | 18 | 19 | 20 | 21 | 22 | 23 | 24 | 25 | 26 | 27 | 28 | 29 | 30 | 31 | 32 | 33 | 34 |
| --------- | - | - | -- | -- | -- | -- | -- | -- | -- | -- | -- | -- | -- | -- | -- | -- | -- | -- | -- | -- | -- | -- | -- | -- | -- | -- | -- | -- | -- | -- | -- | -- | -- | -- |
| Luogo     | T | C | T  | C  | T  | C  | T  | C  | T  | C  | T  | C  | T  | C  | T  | T  | C  | C  | T  | C  | T  | C  | T  | C  | T  | C  | T  | C  | T  | C  | T  | C  | C  | T  |
| Risultato | V | P | P  | P  | P  | N  | V  | P  | N  | V  | N  | N  | P  | V  | P  | N  | P  | P  | P  | P  | N  | P  | P  | V  | P  | V  | N  | N  | N  | V  | V  | N  | N  | P  |
| Posizione | 2 | 9 | 13 | 15 | 15 | 14 | 12 | 13 | 13 | 12 | 11 | 12 | 14 | 12 | 12 | 13 | 14 | 14 | 15 | 15 | 15 | 15 | 15 | 15 | 16 | 14 | 14 | 15 | 15 | 14 | 13 | 13 | 14 | 14 |

Legenda:

Luogo: C = Casa; T = Trasferta. Risultato: V = Vittoria; N = Pareggio; P = Sconfitta.

### Statistiche dei giocatori
| Giocatore       | Bundesliga | Bundesliga | Bundesliga  | Bundesliga | Coppa di Germania | Coppa di Germania | Coppa di Germania | Coppa di Germania | Totale   | Totale | Totale      | Totale     |
| Giocatore       | Presenze   | Reti       | Ammonizioni | Espulsioni | Presenze          | Reti              | Ammonizioni       | Espulsioni        | Presenze | Reti   | Ammonizioni | Espulsioni |
| --------------- | ---------- | ---------- | ----------- | ---------- | ----------------- | ----------------- | ----------------- | ----------------- | -------- | ------ | ----------- | ---------- |
| J. Albrecht     | 0          | 0          | 0           | 0          | 0                 | 0                 | 0                 | 0                 | 0        | 0      | 0           | 0          |
| O. Alderete     | 17         | 0          | 2           | 0          | 0                 | 0                 | 0                 | 0                 | 17       | 0      | 2           | 0          |
| S. Ascacíbar    | 13         | 1          | 2           | 0          | 0                 | 0                 | 0                 | 0                 | 13       | 1      | 2           | 0          |
| D. Boyata       | 19         | 1          | 3           | 0          | 0                 | 0                 | 0                 | 0                 | 19       | 1      | 3           | 0          |
| M. Cunha        | 27         | 7          | 9           | 0          | 1                 | 1                 | 0                 | 0                 | 28       | 8      | 9           | 0          |
| J. Córdoba      | 21         | 7          | 3           | 0          | 0                 | 0                 | 0                 | 0                 | 21       | 7      | 3           | 0          |
| V. Darida       | 27         | 1          | 5           | 1          | 1                 | 0                 | 0                 | 0                 | 28       | 1      | 5           | 1          |
| J. Dilrosun     | 12         | 0          | 0           | 0          | 1                 | 0                 | 0                 | 0                 | 13       | 0      | 0           | 0          |
| J. Dirkner      | 1          | 0          | 0           | 0          | 0                 | 0                 | 0                 | 0                 | 1        | 0      | 0           | 0          |
| O. Duda         | 0          | 0          | 0           | 0          | 1                 | 0                 | 0                 | 0                 | 1        | 0      | 0           | 0          |
| M. Dárdai       | 12         | 0          | 0           | 0          | 0                 | 0                 | 0                 | 0                 | 12       | 0      | 0           | 0          |
| M. Guendouzi    | 24         | 2          | 5           | 0          | 0                 | 0                 | 0                 | 0                 | 24       | 2      | 5           | 0          |
| R. Jarstein     | 8          | 0          | 0           | 0          | 0                 | 0                 | 0                 | 0                 | 8        | 0      | 0           | 0          |
| S. Khedira      | 9          | 0          | 1           | 0          | 0                 | 0                 | 0                 | 0                 | 9        | 0      | 1           | 0          |
| L. Klünter      | 11         | 0          | 0           | 0          | 0                 | 0                 | 0                 | 0                 | 11       | 0      | 0           | 0          |
| N. Körber       | 0          | 0          | 0           | 0          | 0                 | 0                 | 0                 | 0                 | 0        | 0      | 0           | 0          |
| M. Leckie       | 17         | 0          | 0           | 0          | 1                 | 0                 | 0                 | 0                 | 18       | 0      | 0           | 0          |
| M. Lotka        | 0          | 0          | 0           | 0          | 0                 | 0                 | 0                 | 0                 | 0        | 0      | 0           | 0          |
| D. Lukébakio    | 29         | 5          | 2           | 1          | 1                 | 2                 | 0                 | 0                 | 30       | 7      | 2           | 1          |
| E. Löwen        | 7          | 0          | 0           | 0          | 0                 | 0                 | 0                 | 0                 | 7        | 0      | 0           | 0          |
| A. Maier        | 2          | 0          | 0           | 0          | 1                 | 0                 | 0                 | 0                 | 3        | 0      | 0           | 0          |
| J. Michelbrink  | 2          | 0          | 1           | 0          | 0                 | 0                 | 0                 | 0                 | 2        | 0      | 1           | 0          |
| M. Mittelstädt  | 27         | 0          | 3           | 0          | 1                 | 0                 | 0                 | 0                 | 28       | 0      | 3           | 0          |
| L. Netz         | 11         | 1          | 0           | 0          | 0                 | 0                 | 0                 | 0                 | 11       | 1      | 0           | 0          |
| J. Ngankam      | 15         | 2          | 1           | 0          | 0                 | 0                 | 0                 | 0                 | 15       | 2      | 1           | 0          |
| F. Palmowski    | 0          | 0          | 0           | 0          | 0                 | 0                 | 0                 | 0                 | 0        | 0      | 0           | 0          |
| P. Pekarík      | 23         | 3          | 4           | 0          | 1                 | 1                 | 0                 | 0                 | 24       | 4      | 4           | 0          |
| K. Piątek       | 32         | 7          | 4           | 0          | 0                 | 0                 | 0                 | 0                 | 32       | 7      | 4           | 0          |
| M. Plattenhardt | 16         | 0          | 1           | 0          | 1                 | 0                 | 0                 | 0                 | 17       | 0      | 1           | 0          |
| N. Radonjić     | 12         | 1          | 1           | 0          | 0                 | 0                 | 0                 | 0                 | 12       | 1      | 1           | 0          |
| D. Redan        | 7          | 0          | 0           | 0          | 0                 | 0                 | 0                 | 0                 | 7        | 0      | 0           | 0          |
| K. Rekik        | 0          | 0          | 0           | 0          | 1                 | 0                 | 0                 | 0                 | 1        | 0      | 0           | 0          |
| A. Schwolow     | 26         | 0          | 0           | 0          | 1                 | 0                 | 0                 | 0                 | 27       | 0      | 0           | 0          |
| N. Stark        | 33         | 0          | 2           | 0          | 1                 | 0                 | 0                 | 0                 | 34       | 0      | 2           | 0          |
| J. Torunarigha  | 14         | 0          | 5           | 0          | 0                 | 0                 | 0                 | 0                 | 14       | 0      | 5           | 0          |
| L. Tousart      | 26         | 1          | 7           | 0          | 1                 | 0                 | 0                 | 0                 | 27       | 1      | 7           | 0          |
| R. Werthmüller  | 0          | 0          | 0           | 0          | 0                 | 0                 | 0                 | 0                 | 0        | 0      | 0           | 0          |
| M. Winkler      | 1          | 0          | 0           | 0          | 0                 | 0                 | 0                 | 0                 | 1        | 0      | 0           | 0          |
| D. Zeefuik      | 22         | 1          | 2           | 1          | 0                 | 0                 | 0                 | 0                 | 22       | 1      | 2           | 1          |